# STS-34
Атлантис STS-34 — полёт по программе NASA «Спейс Шаттл» космического челнока Атлантис. Это был 31-й запуск шаттла и 5-й полёт Атлантиса. Одной из главных задач полёта был запуск космического аппарата Галилео.
Через 6 часов 30 мин после старта МТКК был выведен на орбиту межпланетный КА «Галилео» для дальнейшего полета к Юпитеру. Во время полета был проведён ряд научных экспериментов, в том числе: изучение изменений, происходящих в озоновом слое атмосферы, влияние невесомости на организм человека и на развитие растений; изучение влияния невесомости на свойства полимеров (на формирование структуры). На ОС экипаж использовал большую широкоформатную камеру для съёмки (предполагается сделать фильм о полете). Осуществлена видеосъёмка различных районов Земли. Полёт был сокращён на два витка.

## Экипаж
- Доналд Уильямс (2), Командир
- Майкл Маккалли (1), Пилот
- Шеннон Лусид (2), Специалист по программе полёта 1
- Франклин Чанг-Диас (2), Специалист по программе полёта 2
- Эллен Бейкер (1), Специалист по программе полёта 3

## Факты
Видео полёта было использовано в псевдодокументальном фильме 2005 года «Далёкая синяя высь».